# Oberaarrotjoch
L'Oberaarrotjoch est un col des Alpes situé en Suisse. Il sépare les vallées du Rhône et de l'Aar à 3 290 mètres d'altitude.

## Situation
Situé sur la frontière entre les cantons de Berne et du Valais, il domine le glacier de l'Oberaar coulant dans la vallée du même nom. À l'ouest coule le Studergletescher qui rejoint le Galmigletescher lui-même rejoignant le Fieschergletscher.